# Sisyrinchium albidum
Sisyrinchium albidum är en irisväxtart som beskrevs av Constantine Samuel Rafinesque. Sisyrinchium albidum ingår i släktet gräsliljor, och familjen irisväxter. Inga underarter finns listade i Catalogue of Life.

## Bildgalleri

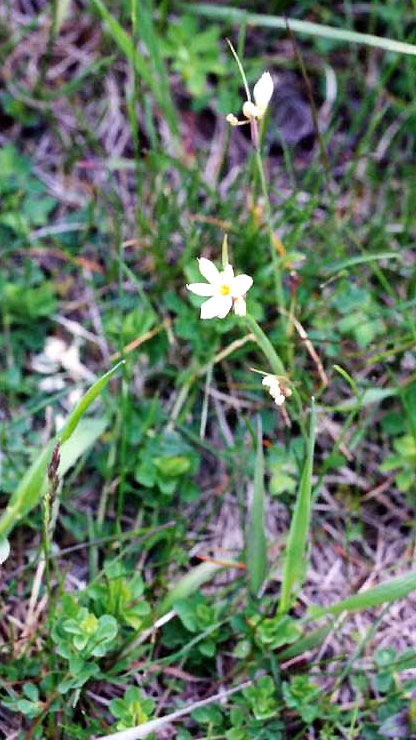
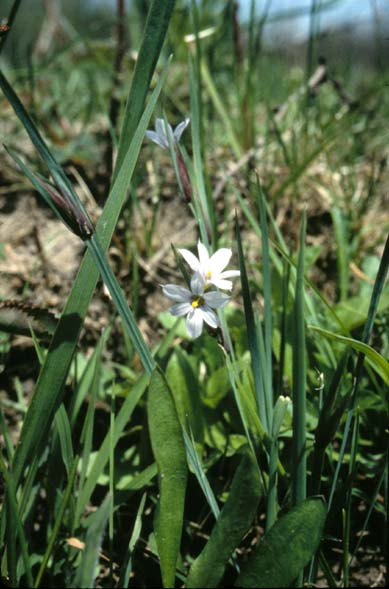